# Visual merchandising
Visual merchandising (z łac. mercari – handlować; z ang. to merchandise – sprzedawać, z ang. visual – wizualny) – sprzedaż wizualna, sprzedaż za pomocą ekspozycji towaru.
Visual merchandising to prezentacja sklepu i jego towaru w taki sposób aby przyciągnąć uwagę potencjalnych klientów. Jest ściśle związany z praktyką marketingu AIDA. Celem visual merchandisingu jest stworzenie odpowiedniej atmosfery w punkcie sprzedaży w celu wywołania u kupujących określonych efektów. Atmosfera tworzona jest poprzez oddziaływanie na zmysły nabywcy wywołując u niego określone wrażenia: wzrokowe, słuchowe, węchowe oraz dotykowe (marketing sensoryczny). W handlu detalicznym do tego celu wykorzystuje się: witrynę, układ i wyposażenie sklepu, pozycjonowanie produktu, oświetlenie oraz oznakowanie i materiały POSM.
W praktyce visual merchandisingu wykorzystuje się następujące zachowania konsumentów:
- 75% klientów wchodzących po raz pierwszy do sklepu zapamiętuje wejście do sklepu,
- 65% wszystkich decyzji o zakupie zostaje podejmowanych w sklepie,
- ponad 50% klientów zakupiło towar który zobaczyło na witrynie,
- 48% klientów dokonuje zakupu impulsywnego,
- w ciągu 3–8 sekund klient zostaje przyciągnięty/nieprzyciągnięty do wystawy,
- 80% naszych wrażeń (pozytywnych/negatywnych) odbierana jest za pomocą wzroku[2].

## Zawód
Osobę zajmującą się sprzedażą wizualną określa się jako visual merchandisera. Zawód ten nie znajduje się w Polsce na liście zawodów regulowanych. Specjaliści wiedzę zdobywają na podstawie doświadczenia zawodowego lub kursów visual merchandisingu oferowanych przez niepubliczne placówki kształcenia ustawicznego i praktycznego.
W zakresie obowiązków visual merchandisera leży:
1. Opracowanie standardów ułożenia towaru.
2. Przygotowywanie planogramów.
3. Kreowanie wewnętrznej aranżacji sklepów (meble, materiały graficzne).
4. Stworzenie materiałów szkoleniowych i szkoleń dla pracowników sklepów.
5. Opracowanie wyglądu witryn oraz stworzenie harmonogramu na dany sezon.
6. Obserwacja i analiza konkurencji.
7. Systematyczna kontrola salonów.
8. Nadzór nad realizacją standardów i instrukcji VM w sklepach, egzekwowanie ich odpowiedniego poziomu realizacji.
9. Sporządzanie raportów z wizyt wraz ze zdjęciami.
10. Kontrola przebiegu otwarć nowych salonów w zakresie VM: współtworzenie z architektem salonu, opracowanie układu sklepu, szkolenie pracowników salonów z zasad VM, przygotowanie raportu z otwarcia
11. Wykorzystywanie dostępnych w firmie analiz sprzedaży w ramach działań na rzecz VM.
12. Wsparcie VM dla sklepów i stoisk partnerów.
13. Współpraca z firmami zewnętrznymi.
14. Zamawianie materiałów reklamowych POP, POS.
15. Współpraca z kierownikami regionalnymi i kierownikami salonów.
16. Organizacja pracy własnej.
17. Zbieranie informacji z rynku o nowych trendach i sposobach ekspozycji towarów[3].